# New Mater Volley 2019-2020
Questa voce raccoglie le informazioni riguardanti la New Mater Volley nelle competizioni ufficiali della stagione 2019-2020.

## Stagione
La stagione 2019-20 è per la New Mater Volley, col nome sponsorizzato di BCC Castellana Grotte, la quarta in Serie A2. Rispetto all'annata scorsa, quando la squadra ha partecipato alla Superlega, poi retrocessa, cambia sia l'allenatore, la cui scelta cade su Vincenzo Mastrangelo, che la rosa, con le uniche conferme di Giorgio De Togni, Antonino Imbesi e Davide Quartarone: tra i nuovi acquisti quelli di Michele Morelli, Daniele De Pandis, Marco Fabroni, Djalma Moreira e Filippo Vedovotto, mentre tra le cessioni quelle di Domenico Cavaccini, Renan Buiatti, Aidan Zingel, Mojtaba Mirzajanpour e Marco Falaschi.
Il campionato si apre con la vittoria sull'Atlantide Brescia: seguono prima due sconfitte e poi due successi; dopo una serie di risultati altalenanti, la squadra di Castellana Grotte chiude il girone di andata con tre gare vinte consecutivamente, ottenendo il quarto posto in classifica e qualificandosi per la Coppa Italia di Serie A2/A3. Il girone di ritorno comincia con cinque vittorie di fila, per poi perdere le gare disputate durante la diciassettesima e diciottesima giornata; dopo il successo sulla Peimar il campionato viene prima sospeso e poi definitivamente interrotto a causa del diffondersi in Italia della pandemia di COVID-19: al momento dell'interruzione la squadra stazionava al terzo posto in classifica.
Grazie al quarto posto in classifica al termine del girone di andata la New Mater partecipa alla Coppa Italia di Serie A2/A3, venendo però eliminata ai quarti di finale dall'Olimpia Bergamo.

## Organigramma societario
Area direttiva
- Presidente: Gaetano Carpinelli
- Vicepresidente: Alessandro Vinella

Area organizzativa
- Direttore sportivo: Bruno De Mori

Area tecnica
- Allenatore: Vincenzo Mastrangelo
- Allenatore in seconda: Giuseppe Barbone
- Assistente allenatore: Giuseppe Calisi
- Scout man: Vincenzo Masi
- Responsabile settore giovanile: Fabio Malerba

Area comunicazione
- Responsabile comunicazione: Antonio Minoia
- Ufficio stampa: Giancarla Manzari, Antonio Minoia
- Fotografo: Giampiero Consaga
- Telecronista: Vittorio Minoia

Area sanitaria
- Medico: Giosuè Dell'Aera
- Preparatore atletico: Massimiliano D'Elia
- Fisioterapista: Andrea Giancaspro
- Consulente ortopedico: Gioachino Lo Bianco
- Osteopata: Francesco Boggia

## Rosa
| N° | Nome                  | Ruolo | Data di nascita   | Nazionalità sportiva |
| -- | --------------------- | ----- | ----------------- | -------------------- |
| 1  | Marco Fabroni         | P     | 4 agosto 1981     | Italia               |
| 3  | Marco Cubito          | C     | 25 aprile 1992    | Italia               |
| 4  | Filippo Vedovotto     | S     | 2 dicembre 1990   | Italia               |
| 6  | Francesco Del Vecchio | S     | 21 aprile 1987    | Italia               |
| 7  | Michele Morelli       | O     | 14 giugno 1991    | Italia               |
| 8  | Saverio De Santis     | L     | 21 settembre 1999 | Italia               |
| 9  | Giorgio De Togni      | C     | 7 luglio 1985     | Italia               |
| 10 | Paolo Cascio          | S     | 7 marzo 1998      | Italia               |
| 11 | Daniele De Pandis     | L     | 30 giugno 1984    | Italia               |
| 12 | Djalma Moreira        | S     | 29 novembre 1992  | Brasile              |
| 13 | Antonino Imbesi       | S     | 26 aprile 1998    | Italia               |
| 14 | Davide Esposito       | C     | 25 agosto 1995    | Italia               |
| 15 | Marinfranco Agrusti   | C     | 26 gennaio 1999   | Italia               |
| 16 | Luca Presta           | C     | 6 dicembre 1995   | Italia               |
| 18 | Davide Quartarone     | P     | 29 aprile 1986    | Italia               |

## Mercato
| Acquisti | Acquisti              | Acquisti            | Acquisti   |
| R.       | Nome                  | da                  | Modalità   |
| -------- | --------------------- | ------------------- | ---------- |
| S        | Paolo Cascio          | Bari                | definitivo |
| C        | Marco Cubito          | M&G                 | definitivo |
| L        | Daniele De Pandis     | BluVolley Verona    | definitivo |
| L        | Saverio De Santis     | Top Volley Lamezia  | definitivo |
| S        | Francesco Del Vecchio | Rinascita Lagonegro | definitivo |
| P        | Marco Fabroni         | Tricolore           | definitivo |
| C        | Davide Esposito       | Argos               | definitivo |
| S        | Antonino Imbesi       | Club Italia         | definitivo |
| S        | Djalma Moreira        | Sesc                | definitivo |
| O        | Michele Morelli       | Mondovì             | definitivo |
| C        | Luca Presta           | Mondovì             | definitivo |
| S        | Filippo Vedovotto     | Emma Villas         | definitivo |

| Cessioni | Cessioni             | Cessioni          | Cessioni   |
| R.       | Nome                 | a                 | Modalità   |
| -------- | -------------------- | ----------------- | ---------- |
| L        | Domenico Cavaccini   | Top Volley Latina | definitivo |
| C        | Davide Esposito      | Mondovì           | definitivo |
| P        | Marco Falaschi       | Emma Villas       | definitivo |
| O        | Jurij Kružkov        | Kaposvár          | definitivo |
| S        | Mojtaba Mirzajanpour | Urmia             | definitivo |
| L        | Domenica Pace        | Tuscania          | definitivo |
| C        | Simone Scopelliti    | Argos             | definitivo |
| S        | Eduardo Studzinski   | Īraklīs Salonicco | definitivo |
| S        | Wojciech Włodarczyk  | Czarni Radom      | definitivo |
| C        | Aidan Zingel         | Tricolore         | definitivo |

## Risultati

### Serie A2

#### Girone di andata
| 1ª giornata - 20 ottobre 2019 PalaGrotte, Castellana Grotte    | New Mater           | 3 - 2 | Atlantide Brescia | 25-19, 25-22, 29-31, 21-25, 15-7  |
| 2ª giornata - 27 ottobre 2019 PalaAlberti, Lagonegro           | Rinascita Lagonegro | 3 - 2 | New Mater         | 33-31, 22-25, 17-25, 30-28, 15-8  |
| 3ª giornata - 3 novembre 2019 PalaGrotte, Castellana Grotte    | New Mater           | 0 - 3 | Tricolore         | 21-25, 20-25, 20-25               |
| 4ª giornata - 10 novembre 2019 PalaParini, Cantù               | Libertas Brianza    | 0 - 3 | New Mater         | 20-25, 22-25, 26-28               |
| 5ª giornata - 17 novembre 2019 PalaGrotte, Castellana Grotte   | New Mater           | 3 - 1 | Mondovì           | 25-22, 26-24, 26-28, 25-20        |
| 6ª giornata - 24 novembre 2019 Palazzetto dello sport, Bergamo | Olimpia Bergamo     | 3 - 1 | New Mater         | 25-21, 25-20, 23-25, 26-24        |
| 7ª giornata - 1º dicembre 2019 PalaGrotte, Castellana Grotte   | New Mater           | 3 - 0 | Impavida Ortona   | 25-22, 25-23, 25-23               |
| 8ª giornata - 8 dicembre 2019 PalaMensSana, Siena              | Emma Villas         | 3 - 2 | New Mater         | 24-26, 25-16, 25-21, 21-25, 15-12 |
| 9ª giornata - 15 dicembre 2019 PalaGrotte, Castellana Grotte   | New Mater           | 3 - 0 | Peimar            | 25-20, 25-16, 25-22               |
| 10ª giornata - 22 dicembre 2019 PalaGrotte, Castellana Grotte  | New Mater           | 3 - 1 | Lupi Santa Croce  | 25-20, 22-25, 25-18, 25-21        |
| 11ª giornata - 26 dicembre 2019 PalaGrotte, Castellana Grotte  | Materdomini         | 2 - 3 | New Mater         | 25-23, 19-25, 25-23, 21-25, 12-15 |

#### Girone di ritorno
| 12ª giornata - 5 gennaio 2020 PalaSanFilippo, Brescia           | Atlantide Brescia | 2 - 3 | New Mater           | 25-20, 25-11, 22-25, 19-25, 12-15 |
| 13ª giornata - 11 gennaio 2020 PalaGrotte, Castellana Grotte    | New Mater         | 3 - 0 | Rinascita Lagonegro | 26-24, 25-16, 25-19               |
| 14ª giornata - 19 gennaio 2020 PalaBigi, Reggio Emilia          | Tricolore         | 1 - 3 | New Mater           | 25-23, 24-26, 26-28, 19-25        |
| 15ª giornata - 26 gennaio 2020 PalaGrotte, Castellana Grotte    | New Mater         | 3 - 0 | Libertas Brianza    | 25-18, 25-19, 25-19               |
| 16ª giornata - 2 febbraio 2020 PalaManera, Mondovì              | Mondovì           | 0 - 3 | New Mater           | 17-25, 21-25, 17-25               |
| 17ª giornata - 9 febbraio 2020 PalaGrotte, Castellana Grotte    | New Mater         | 0 - 3 | Olimpia Bergamo     | 23-25, 22-25, 21-25               |
| 18ª giornata - 16 febbraio 2020 Palasport Comunale, Ortona      | Impavida Ortona   | 3 - 0 | New Mater           | 25-18, 25-20, 25-20               |
| 19ª giornata - 1º marzo 2020 PalaGrotte, Castellana Grotte      | New Mater         | -     | Emma Villas         | annullata                         |
| 20ª giornata - 8 marzo 2020 PalaParenti, Santa Croce sull'Arno  | Peimar            | 2 - 3 | New Mater           | 19-25, 25-17, 14-25, 25-20, 13-15 |
| 21ª giornata - 15 marzo 2020 PalaParenti, Santa Croce sull'Arno | Lupi Santa Croce  | -     | New Mater           | annullata                         |
| 22ª giornata - 22 marzo 2020 PalaGrotte, Castellana Grotte      | New Mater         | -     | Materdomini         | annullata                         |

### Coppa Italia di Serie A2

#### Fase a eliminazione diretta
| Quarti di finale - 15 gennaio 2020 PalaGrotte, Castellana Grotte | New Mater | 0 - 3 | Olimpia Bergamo | 23-25, 17-25, 20-25 |

## Statistiche

### Statistiche di squadra
| Competizione                | Punti | In casa | In casa | In casa | In trasferta | In trasferta | In trasferta | Totale | Totale | Totale |
| Competizione                | Punti | G       | V       | P       | G            | V            | P            | G      | V      | P      |
| --------------------------- | ----- | ------- | ------- | ------- | ------------ | ------------ | ------------ | ------ | ------ | ------ |
| Serie A2                    | 37    | 9       | 7       | 2       | 10           | 6            | 4            | 19     | 13     | 6      |
| Coppa Italia di Serie A2/A3 | -     | 1       | 0       | 1       | -            | -            | -            | 1      | 0      | 1      |
| Totale                      | -     | 10      | 7       | 3       | 10           | 6            | 4            | 20     | 13     | 7      |

G = partite giocate; V = partite vinte; P = partite perse

### Statistiche dei giocatori
| Giocatore      | Serie A2 | Serie A2 | Serie A2 | Serie A2 | Serie A2 | Coppa Italia di Serie A2/A3 | Coppa Italia di Serie A2/A3 | Coppa Italia di Serie A2/A3 | Coppa Italia di Serie A2/A3 | Coppa Italia di Serie A2/A3 | Totale | Totale | Totale | Totale | Totale |
| Giocatore      | P        | PT       | AV       | MV       | BV       | P                           | PT                          | AV                          | MV                          | BV                          | P      | PT     | AV     | MV     | BV     |
| -------------- | -------- | -------- | -------- | -------- | -------- | --------------------------- | --------------------------- | --------------------------- | --------------------------- | --------------------------- | ------ | ------ | ------ | ------ | ------ |
| M. Agrusti     | 0        | 0        | 0        | 0        | 0        | 0                           | 0                           | 0                           | 0                           | 0                           | 0      | 0      | 0      | 0      | 0      |
| P. Cascio      | 2        | 1        | 1        | 0        | 0        | 0                           | 0                           | 0                           | 0                           | 0                           | 2      | 1      | 1      | 0      | 0      |
| M. Cubito      | 13       | 43       | 32       | 8        | 3        | 1                           | 3                           | 2                           | 0                           | 1                           | 14     | 46     | 34     | 8      | 4      |
| D. De Pandis   | 11       | 0        | 0        | 0        | 0        | 1                           | 0                           | 0                           | 0                           | 0                           | 12     | 0      | 0      | 0      | 0      |
| S. De Santis   | 11       | 0        | 0        | 0        | 0        | 1                           | 0                           | 0                           | 0                           | 0                           | 12     | 0      | 0      | 0      | 0      |
| G. De Togni    | 17       | 88       | 49       | 37       | 2        | 1                           | 1                           | 1                           | 0                           | 0                           | 18     | 89     | 50     | 37     | 2      |
| F. Del Vecchio | 9        | 35       | 32       | 3        | 0        | 1                           | 1                           | 0                           | 1                           | 0                           | 10     | 36     | 32     | 4      | 0      |
| D. Esposito    | 3        | 18       | 13       | 5        | 0        | -                           | -                           | -                           | -                           | -                           | 3      | 18     | 13     | 5      | 0      |
| M. Fabroni     | 19       | 38       | 7        | 20       | 11       | 1                           | 1                           | 1                           | 0                           | 0                           | 20     | 39     | 8      | 20     | 11     |
| A. Imbesi      | 0        | 0        | 0        | 0        | 0        | 0                           | 0                           | 0                           | 0                           | 0                           | 0      | 0      | 0      | 0      | 0      |
| D. Moreira     | 19       | 292      | 274      | 6        | 12       | 1                           | 7                           | 6                           | 1                           | 0                           | 20     | 299    | 280    | 7      | 12     |
| M. Morelli     | 19       | 376      | 343      | 20       | 13       | 1                           | 14                          | 12                          | 1                           | 1                           | 20     | 390    | 355    | 21     | 14     |
| L. Presta      | 13       | 88       | 55       | 31       | 2        | 1                           | 4                           | 2                           | 2                           | 0                           | 14     | 92     | 57     | 33     | 2      |
| D. Quartarone  | 18       | 6        | 1        | 2        | 3        | 1                           | 0                           | 0                           | 0                           | 0                           | 18     | 6      | 1      | 2      | 3      |
| F. Vedovotto   | 19       | 242      | 204      | 23       | 15       | 1                           | 9                           | 7                           | 0                           | 2                           | 20     | 251    | 211    | 23     | 17     |

P = presenze; PT = punti totali; AV = attacchi vincenti; MV = muri vincenti; BV = battute vincenti